# V.I.P. Calcio a 5
L'Associazione Sportiva Dilettantistica V.I.P. C5, acronimo di Villa Imperiale Planet, è una società di calcio a 5 femminile con sede a San Martino di Lupari, in Provincia di Padova.
Attualmente milita in Serie A, massima divisione del campionato italiano.

## Storia
Nasce nel 2017, iscrivendosi alla Serie D regionale (che vincerà, assieme alla Coppa Veneto).
Nella stagione 2018-2019 la squadra conquista a sorpresa il proprio girone di A2, approdando quindi in massima serie a soli due anni dalla nascita.
Nella stagione 2019-2020 gioca nella massima categoria nazionale e alla fine dell'anno retrocede in Serie A2.
Il 2020 è un anno di transizione, dovuto anche dalla situazione pandemica, ma nella stagione 2021/2022 la V.I.P. vince nuovamente il campionato di Serie A.
La stagione 2022-23 vedrà la V.I.P. (fresca di nuova denominazione) in Serie A.

## Cronistoria
| Cronistoria della V.I.P. C5 |
| --- |
| - 2017 · Fondazione del Villa Imperiale Planet, con sede a Galliera Veneta. - 2017-18 · 1ª nel girone A di Serie C Veneto. Promossa in Serie A2. Campione regionale (1º titolo). Vince la Coppa Italia regionale (1º titolo). Semifinalista della fase nazionale di Coppa Italia regionale. - 2018 · Assume la denominazione V.I.P. C5 Tombolo. - 2018-19 · 1ª nel girone A di Serie A2. Promossa in Serie A. 1º turno di Coppa Italia di Serie A2. Finalista di Supercoppa del Veneto. - 2019-20 · 14ª in Serie A. Retrocessa in Serie A2. 1º turno di Coppa della Divisione. - 2020 · Trasferimento della sede a San Martino di Lupari. - 2020-21 · 5ª nel girone A di Serie A2. Ottavi di finale play-off promozione. - 2021-22 · 1ª nel girone A di Serie A2. Promossa in Serie A. Semifinalista di Coppa Italia di Serie A2. - 2022 · Assume la denominazione V.I.P. C5. - 2022-23 · 7ª in Serie A. Quarti di finale play-off scudetto. 1º turno di Coppa Italia. - 2023-24 · 7ª in Serie A. Quarti di finale play-off scudetto. Quarti di finale di Coppa Italia. - 2024-25 · 9ª in Serie A. |

## Colori e simboli

### Colori
I colori storici del V.I.P. C5 sono grigio e verde. Dal 2022 la squadra ha mutato i propri colori in arancio e nero, già presenti su logo e maglie da quattro stagioni.

## Strutture

### Palazzetti
- 2017-2018 Tensostruttura Cittàdellasport (Cittadella)
- 2018-2019 Palasport comunale (Tombolo)
- 2019-oggi Palasport comunale (San Martino di Lupari)

## Società

### Organigramma
- Fulvio Antonello - Presidente
- Maurizio Buratto - Team manager
- Marika Mognon - Consigliera
- Alessandro Orsolan - Responsabile commerciale
- Nicola Dissegna - Responsabile logistica
- Cristina Garcia - Addetto stampa, Resp. MKTG e comunicazione
- Carlo Silvestri - Fotografo

### Sponsor
- 2017-2023 ·  Joma
- 2023-oggi ·  CMAX

- 2017-oggi · Gruppo Seep (edilizia)

## Allenatori e presidenti

### Allenatori
- 2017-2020 ·  Marta Carluccio
- 2020-2022 ·  Luigi Zanetti
- 2022-2024 ·  Moreno Giorgi
- 2024-2025 ·  Valter Ferraro,  Sonia Facino[7],  Kim Serandrei,  Sonia Facino[7]

### Presidenti
- 2017-oggi ·  Fulvio Antonello

## Giocatrici

### Presenze in partite ufficiali
| Pos. | Giocatrice           | Presenze | Anni di permanenza   |
| ---- | -------------------- | -------- | -------------------- |
| 1    | Andreia Salvador     | 88       | 2018-2020, 2021-oggi |
| 2    | Serena Dardanelli    | 76       | 2017-2021            |
| 3    | Geórgia Balardin     | 72       | 2019-2020, 2021-oggi |
| 4    | Tanita Vigato        | 70       | 2017-2020            |
| 5    | Giorgia Ghigliordini | 57       | 2017-2020            |
| 6    | Cristina Valle       | 51       | 2017-2019            |
| 7    | Juliana Bisognin     | 45       | 2020-2022            |
| 8    | Alice Minuzzo        | 44       | 2020-2022            |
| 8    | Marina Tomasi        | 44       | 2020-2022            |
| 10   | Ilaria Foddai        | 43       | 2020-2022            |
| 11   | Lara Tasinato        | 38       | 2018-2020            |
| 11   | Michela Carpanese    | 38       | 2018-2020            |
| 13   | Valentina Laurenti   | 36       | 2018-2020            |
| 14   | Monia Fichera        | 34       | 2020-2022            |
| 15   | Camilla Cappelletto  | 33       | 2017-2018            |

### Marcature in partite ufficiali
| Pos. | Giocatrice           | Reti | Anni di permanenza   |
| ---- | -------------------- | ---- | -------------------- |
| 1    | Andreia Salvador     | 65   | 2018-2020, 2021-oggi |
| 2    | Geórgia Balardin     | 61   | 2019-2020, 2021-oggi |
| 3    | Giorgia Ghigliordini | 53   | 2017-2020            |
| 4    | Serena Dardanelli    | 32   | 2017-2021            |
| 5    | Federica Kofol       | 30   | 2017-2018            |

### Le capitane
- 2017-2018 ·  Federica Kofol
- 2018-2019 ·  Anna Tarantino,  Serena Dardanelli
- 2019-2021 ·  Serena Dardanelli
- 2021-2022 ·  Juliana Bisognin
- 2022-2023 ·  Maria Carollo
- 2023-oggi ·  Geórgia Balardin

## Palmarès

### Competizioni nazionali
- Campionato di Serie A2: 2

2018-2019 (girone A), 2021-2022 (girone A)

### Competizioni regionali
- Campionato regionale Veneto: 1

2017-2018
- Coppa Italia regionale: 1

2017-2018

### Altri piazzamenti
- Coppa Italia di Serie A2

Semifinalista: 2021-2022
- Coppa Italia regionale (fase nazionale)

Semifinalista: 2017-2018
- Supercoppa del Veneto

Finalista: 2018

## Statistiche e record

### Partecipazione ai campionati
| Livello | Categoria | Partecipazioni | Debutto   | Ultima stagione | Totale |
| ------- | --------- | -------------- | --------- | --------------- | ------ |
| 1º      | Serie A   | 3              | 2019-2020 | 2023-2024       | 2      |
| 2º      | Serie A2  | 3              | 2018-2019 | 2021-2022       | 3      |
| 3º      | Serie C   | 1              | 2017-2018 | 2017-2018       | 1      |

## Organico

### Rosa
| N° | Naz.               | Ruolo | Sportivo          | Anno       |  |  |
| -- | ------------------ | ----- | ----------------- | ---------- |  |  |
| 1  | Romania (bandiera) | POR   | Sabina Radu       | 05.12.1989 |  |  |
| 3  | Italia (bandiera)  | LAT   | Anna Maddalena    | 03.02.1998 |  |  |
| 4  | Italia (bandiera)  | POR   | Giulia Garbuio    | 19.06.2005 |  |  |
| 5  | Italia (bandiera)  | DIF   | Mery Scapin       | 24.04.2007 |  |  |
| 5  | Italia (bandiera)  | LAT   | Marta Palermo     | 07.04.2001 |  |  |
| 6  | Spagna (bandiera)  | UNI   | Jessica Fernandez | 18.07.1992 |  |  |
| 7  | Brasile (bandiera) | UNI   | Geórgia Balardin  | 19.12.1995 |  |  |
| 8  | Italia (bandiera)  | DIF   | Emanuela Capuano  | 16.03.1987 |  |  |
| 9  | Spagna (bandiera)  | DIF   | Vanessa Jiménez   | 25.03.1993 |  |  |
| 11 | Italia (bandiera)  | LAT   | Jessica Troiano   | 15.04.1986 |  |  |
| 13 | Italia (bandiera)  | LAT   | Marta Bernardelle | 19.11.2001 |  |  |
| 14 | Brasile (bandiera) | LAT   | Andreia Salvador  | 13.04.1990 |  |  |
| 22 | Italia (bandiera)  | PIV   | Valeria Valenzano | 22.08.1994 |  |  |
| 26 | Italia (bandiera)  | PIV   | Federica De Sarro | 30.10.2001 |  |  |
| 77 | Italia (bandiera)  | POR   | Denise Carturan   | 30.07.1997 |  |  |

### Staff tecnico
- Moreno Giorgi - Allenatore
- Maurizio Campana - Vice allenatore
- Pablo Pegorin - Preparatore dei portieri
- Andrea Feltre - Fisioterapista
- Marika Mognon - Dirigente